# Хийлесмаа, Хийли
Хийли Хийлесмаа (фин. Kai Markus «Hiili» Hiilesmaa, род. 24 декабря 1966 года в Хельсинки) — финский рок-музыкант и музыкальный продюсер. Работал с The 69 Eyes, Theatre of Tragedy, Apocalyptica, HIM, Amorphis, Lordi, Moonspell, Negative, Sentenced, Ruoska, Teräsbetoni и другими группами. Заявлял о намерениях поработать с русскими группами.
Ранее был барабанщиком в группах Road Crew и KYPCK и клавишником в Itä-Saksa. В настоящее время является вокалистом группы The Skreppers.